# Zofinger Tagblatt
Zofinger Tagblatt is een Duitstalig Zwitsers dagblad.
Het dagblad werd opgericht in 1873 in Zofingen (kanton Aargau) door Johannes Fehlmann. De krant wordt vooral in de omgeving van die stad verspreid. In 1914 bedroeg de oplage 5.000 exemplaren. Van 1930 tot 1950 lag de oplage op 9.000 exemplaren, en vervolgens op 17.000 exemplaren in 1997, 14.400 exemplaren in 2010 en 10.000 exemplaren in 2018. In 2018 bereikte de krant ongeveer 29.000 lezers.
- Gemeinsame Normdatei: 1066117683
- Historisch woordenboek van Zwitserland: 043058
- Virtual International Authority File: 313464827